# دميرتبة (قشلاق أهر)
دميرتبة (بالفارسية: دمیرتپه) هي منطقة سكنية تقع في إيران في قسم قشلاق الریفي. يقدر عدد سكانها بـ 124 نسمة .